# Стараховице
Стараховице (пољ. Starachowice) је град у Пољској у Војводству Светокришком у Повјату starachowicki. Према попису становништва из 2011. у граду је живело 52.359 становника.

## Становништво
Према прелиминарним подацима са пописа, у граду је 2011. живело 52.359 становника.
| 2002.  | 2011.  | 2012.  |
| ------ | ------ | ------ |
| 54.615 | 52.359 | 51.695 |

## Партнерски градови
- Фехта